# Пунгерт (Іванчна Гориця)
Пунгерт (словен. Pungert) — поселення в общині Іванчна Гориця, Осреднєсловенський регіон, Словенія. Висота над рівнем моря: 344,1 м.